# House of Fun
"House of Fun" is een single uit 1982 van de Britse ska-popband Madness. In Engeland werd het de eerste en enige #1-hit, in Nederland bleef het in de tipparade steken.

## Achtergrond
"House Of Fun" (samengesteld uit twee halve nummers) werd opgenomen als nieuw nummer voor de hitverzamelaar Complete Madness die op 23 april 1982 het levenslicht zag. De bijbehorende videoclip werd gefilmd in Londen (zanger Suggs die in bedekte termen een pakje condooms probeert te kopen) en Yarmouth (alle bandleden, behalve Suggs, in de achtbaan). 
"House Of Fun" bereikte op 18 mei de Britse top 40 en stond een week later op 1, tegelijkertijd met Complete; Madness zat op dat moment in Japan voor optredens en twee nieuwe Honda City-spotjes. 
"House Of Fun" groeide binnen de kortste keren uit tot een live-klassieker; tijdens een Kerstconcert voor de werklozen in 1985 werd het nummer opgevoerd met inspirator Ian Dury.
Suggs · Mike Barson · Lee Thompson · Chris Foreman · Mark Bedford · Daniel Woodgate · Chas Smash